# McCarthy Island (Antarktika)
McCarthy Island ist eine 4 km lange und 3 km breite Insel vor der Küste des ostantarktischen Kemplands. Sie liegt unmittelbar nordöstlich der Foldøya.
Norwegische Kartographen hielten sie anhand von Luftaufnahmen der Lars-Christensen-Expedition 1936/37 irrtümlich für einen Teil der Foldøya. Eine Geologenmannschaft der Australian National Antarctic Research Expeditions (ANARE) identifizierte sie 1961 als separate Insel. Das Antarctic Names Committee of Australia benannte sie nach dem Petrologen W. R. McCarthy, der an der Auswertung der Gesteinssammlungen der ANARE beteiligt war.